# Gruppo Sportivo Oratorio Pallavolo Femminile Villa Cortese 2010-2011
Questa voce raccoglie le informazioni riguardanti il Gruppo Sportivo Oratorio Pallavolo Femminile Villa Cortese nelle competizioni ufficiali della stagione 2010-2011.

## Organigramma societario
Area direttiva
- Presidente: Giancarlo Aliverti

Area tecnica
- Allenatore: Marcello Abbondanza
- Allenatore in seconda: Marco Bonollo
- Assistente allenatore: Mirko Lo Cicero, Luca Porzio
- Addetto statistiche: Michele Fanni

Area sanitaria
- Medico: Enrico Cecchetti
- Preparatore atletico: Roberta Bandera, Ivan Bragagni
- Fisioterapista: Marco Monzoni
- Staff medico: Renzo Castiglioni, Marco Merlo

## Rosa
| N° | Nome              | Ruolo | Data di nascita  | Nazionalità sportiva |
| -- | ----------------- | ----- | ---------------- | -------------------- |
| 1  | Sara Anzanello    | C     | 30 luglio 1980   | Italia               |
| 2  | Sonia Gioria      | P     | 6 gennaio 1978   | Italia               |
| 4  | Lindsey Berg      | P     | 16 luglio 1980   | Stati Uniti          |
| 5  | Alessia Lanzini   | L     | 28 agosto 1981   | Italia               |
| 7  | Chiara Negrini    | S     | 27 aprile 1979   | Italia               |
| 8  | Áurea Cruz        | S     | 10 gennaio 1982  | Porto Rico           |
| 9  | Katarína Kováčová | C     | 21 aprile 1981   | Italia               |
| 10 | Paola Cardullo    | L     | 10 marzo 1982    | Italia               |
| 11 | Megan Hodge       | S     | 15 ottobre 1988  | Stati Uniti          |
| 12 | Taismary Agüero   | S/O   | 5 marzo 1977     | Italia               |
| 13 | Raffaella Calloni | C     | 4 maggio 1983    | Italia               |
| 14 | Caterina Bosetti  | S     | 2 febbraio 1994  | Italia               |
| 17 | Giulia Rondon     | P     | 16 ottobre 1987  | Italia               |
| 18 | Katja Jontes      | C     | 11 febbraio 1986 | Slovenia             |